# Ту-444
Ту-444 — отменённый проект российского сверхзвукового пассажирского самолёта деловой авиации разработки ОАО «Туполев». Пришёл на смену проекту Ту-344, являлся конкурентом проекту ОКБ Сухого SSBJ. В принятой в конце 2012 года государственной программе «Развитие авиационной промышленности на 2013—2025 годы» упоминания о проекте отсутствуют.

## Разработка
Проектирование Ту-444 началась в начале 2000-х годов, в 2004 году началась эскизная проработка проекта. Разработке предшествовали просчёт наиболее выгодных технических характеристик для самолёта такого класса. Так, было установлено, что дальности в 7500 километров хватает для покрытия основных деловых центров мира, а оптимальной является длина разбега в 1800 метров. Потенциальный рынок оценивался в 400—700 самолетов. Первый полёт, по плану, должен был состояться в 2015 году.
Тем не менее, несмотря на применение в проекте старых разработок ряда ОКБ, в том числе непосредственно Туполева (например, Ту-144, предполагалось использовать двигатели АЛ-31), выяснилась потребность в ряде технических инноваций, которые оказались невозможны без существенных финансовых инвестиций, которые привлечь не удалось. Несмотря на проработку к 2008 году эскизного проекта, проект «заглох». Аналитик Алексей Королев считает, что:

Частному бизнесу в России такой проект не поднять, а государство не будет поддерживать проект, связанный со служебной, а не магистральной авиацией

## Расчётные лётно-технические характеристики
Источник данных: Сайт ОАО «Туполев»

Технические характеристики
- Экипаж: 2 пилота, 1 бортпроводник(стюардесса)
- Пассажировместимость: 6—10 пассажиров
- Грузоподъёмность: 600—1000 кг
- Длина: 36 м
- Размах крыла: 16,2 м
- Высота: 6,51 м
- Площадь крыла: 136 м²
- Масса пустого: 19 300 кг
- Максимальная взлётная масса: 41 000 кг
- Масса топлива во внутренних баках: 20 500 кг
- Силовая установка: 2 × ТРДД АЛ-32М
- Тяга: 2 × 9700 кгс (95 кН)

Лётные характеристики
- Крейсерская скорость:  
  - сверхзвуковая: 2125 км/ч (2 М)
  - дозвуковая: 1050 км/ч (0,95 М)
- Практическая дальность: 7500 км
- Длина ВПП: 1830 м